# Всеукраинский учительский союз
Всеукраинский учительский союз (ВУУС) — профессиональная организация учителей и деятелей народного образования. Создан в Киеве весной 1905 года по инициативе и участии Б. Д. Гринченко, В. Н. Доманицкого, С. А. Ефремова, В. Ф. Дурдуковского, В. М. Страшкевича, В. М. Чеховского, С. Ф. Черкасенко, Г. Ф. Шерстюка и др.
Первые организации украинских учителей начали создаваться ещё в начале 1905 года как местные отделения Всероссийского учительского союза. Первые съезды ВУУС состоялись в июне и декабре 1905 года, последующие — в июле 1906 и июне 1907 года. Отделения ВУУС действовали в Черниговской, Полтавской, Екатеринославской, Подольской, Херсонской и других губерниях. ВУУС принимал участие в съездах Всероссийского учительского союза, поддерживал его программу преобразования всех сфер жизни Российской империи, а следовательно, и народного образования на принципах свободы, демократизации и децентрализации, выступал за равное для всех граждан право на образование и уничтожение всех действующих в этом плане ограничений, введение общего бесплатного и обязательного обучения в начальной школе. Требование ВУУС, чтобы преподавание в школах велось на родном языке, привлекла к нему внимание украинского учительства, которое развернуло борьбу за национальные школы и образование. Во время реакционной политики правительства 1907—1910 гг. ВУУС и его местные организации прекратили своё существование.
ВУУС возродил деятельность в апреле 1917 года как профсоюзная организация учителей начальной и средней школы. Уже в конце 1918 года в 10 украинских губерниях действовало 78 организаций, которые объединяли около 20 тыс. человек. Два Всеукраинских съезда учителей, которые прошли в августе 1917 и январе 1919, определили главные принципы организации школьного и внешкольного образования на Украине. ВУУС образовал Центральное бюро, которое координировало деятельность всех его подразделений и организаций, издавал свой печатный орган — «Вільна українська школа». При Центральном бюро действовали также культурно-образовательная, финансово-экономическая, юридическая и медицинская комиссии, бюро труда. Активное участие в организации и деятельности ВУУС принимали С. Ф. Русова (председатель), А. Бакалинский, А. К. Дорошевич, П. И. Холодный, С. Черкасенко, Л. Т. Билецкий, Ф. П. Сушицкий и другие.